# Jean Nguza Karl-i-Bond
Jean Nguza Karl-I-Bond (Musamba, 4 augustus 1938 – Kinshasa, 27 juli 2003) was een Zaïrees politicus.
Jean Nguza Karl-I-Bond studeerde in Leuven en was minister van buitenlandse zaken onder zijn neef Moise Tsjombe en onder president Mobutu. In 1977 viel hij in ongenade, werd gearresteerd en gemarteld op beschuldiging dat hij de presidentsvrouw had proberen te verleiden. Hij wist te ontkomen naar het buitenland, kreeg onder druk van de westelijke grootmachten gratie en keerde terug naar Congo, dat inmiddels Zaïre heette. Na een nieuwe periode op buitenlandse zaken werd hij in 1980 "eerste staatscommissaris", ofwel eerste minister van Zaïre van 27 augustus 1980 tot 23 april 1981. Hij ging in ballingschap naar België om oppositie te voeren tegen Mobutu Sese Seko. Hij was nogmaals eerste minister van 25 november 1991 tot 15 augustus 1992.